# Omloppstal

En kurva C med omloppstal 2 kring punkten p.

Ett omloppstal, även kallat vindningstal, är inom matematik ett heltal som beskriver hur många gånger en sluten kurva går moturs runt en given punkt i ett plan. En kurva som går medurs kring den givna punkten har ett negativt omloppstal.
Omloppstal studeras inom algebraisk topologi, differentialgeometri, vektoranalys, komplex analys och fysik.

## Intuitiv beskrivning

Ett objekt som färdas längs med kurvan gör två hela varv moturs kring personen.

Givet en sluten kurva i ett plan kan man föreställa sig ett objekt som färdas längs med denna kurva. Omloppstalet för kurvan är då antalet hela varv moturs objektet färdas kring origo innan det återvänder till startpunkten. En rörelse moturs räknas som positiv, en rörelse medurs räknas som negativ. Så en kurva som gör fyra varv moturs och ett varv medurs innan man kommer tillbaka till startpunkten får omloppstalet 3. 
En kurva som inte alls färdas kring origo får omloppstalet 0, och en kurva som bara färdas medurs får ett negativt omloppstal. Alltså kan omloppstalet vara vilket heltal som helst. Nedan visas kurvor med omloppstal från -2 till 3.
| {\displaystyle \cdots } |    |    |   |                         |
|                         | −2 | −1 | 0 |                         |
|                         |    |    |   | {\displaystyle \cdots } |
|                         | 1  | 2  | 3 |                         |

## Formell definition
En kurva i xy-planet kan definieras med parametriska ekvationer:
{\displaystyle x=x(t)~~\mathrm {och} ~~y=y(t)}
där parametern t antar värden i intervallet {\displaystyle [0,1]} och funktionerna x och y är kontinuerliga funktioner av t. Vi kräver även att kurvan ska vara sluten, så {\displaystyle x(0)=x(1)} och {\displaystyle y(0)=y(1)}.
Om kurvan inte passerar origo kan vi skriva om parametriseringen med polära koordinater, så att vi får två nya ekvationer:
{\displaystyle r=r(t)~~\mathrm {och} ~~\theta =\theta (t)}
där t tar värden i samma intervall och r och θ är kontinuerliga funktioner av t. Eftersom begynnelse- och slutpositionerna är samma måste θ(1) och θ(2) skiljas åt med en heltalsmultipel av 2π. Denna heltalsmultipel är omloppstalet:
{\displaystyle \mathrm {omloppstal} ={\frac {\theta (1)-\theta (0)}{2\pi }}.}
Genom att flytta på koordinatsystemet kan man även definiera omloppstalet med avseende på en godtycklig punkt.

## Alternativa definitioner

### Differentialgeometri
I differentialgeometri antas parameterekvationer ofta vara differentierbara, då den polära koordinaten θ kan relateras till de kartesiska koordinaterna x och y genom:
{\displaystyle d\theta ={\frac {1}{r^{2}}}(xdy-ydx)~~\mathrm {med} ~~r^{2}=x^{2}+y^{2}.}
Enligt algebrans fundamentalsats är den totala förändringen i θ lika med integralen av dθ. Omloppstalet kan alltså uttryckas som en kurvintegral:
{\displaystyle \mathrm {omloppstal} ={\frac {1}{2\pi }}=\oint _{C}{\frac {x}{r^{2}}}dy-{\frac {y}{r^{2}}}dx.}

### Komplex analys
Inom komplex analys använder man sig ofta av att komplexa tal kan skrivas på polär form z = reiθ, då man får att:
{\displaystyle dz=\mathrm {e} ^{\mathrm {i} \theta }dr+\mathrm {i} r\mathrm {e} ^{\mathrm {i} \theta }d\theta \,}
vilket ger:
{\displaystyle {\frac {dz}{z}}={\frac {dr}{r}}+\mathrm {i} d\theta =d[\ln r]+\mathrm {i} d\theta .}
Den totala förändringen av {\displaystyle \ln r} är noll, så integralen av dz / z är den totala förändringen i θ, vilket möjliggör följande definition av omloppstal kring origo för en kurva C:
{\displaystyle \mathrm {omloppstal} ={\frac {1}{2\pi \mathrm {i} }}\oint _{C}{\frac {dz}{z}}.}
Omloppstalet kring en godtycklig punkt a definieras då som:
{\displaystyle {\frac {1}{2\pi \mathrm {i} }}\oint _{C}{\frac {dz}{z-a}}.}